# Khabab
Khabab (arabiska | خبب), Syriska: ܓ ܒ ܒ, Khababb) är en ort i området Hauran i södra Syrien, och tillhör provinsen Dara. Orten ligger 57 km söder om  huvudstaden Damaskus och nästan lika långt från staden Dara. Motorvägen från Damaskus genom Khabab når jordanska gränsen efter ytterligare cirka 70 kilometer. Folkmängden uppgick till cirka 3 000 invånare vid folkräkningen 2004.